# Prefacio (literatura)

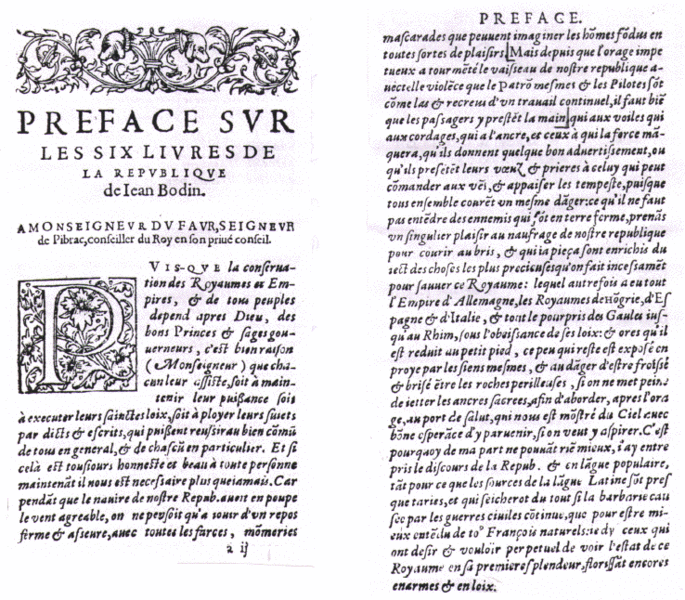
Prefacio de Six Livres de la République, de Jean Bodin (1576).

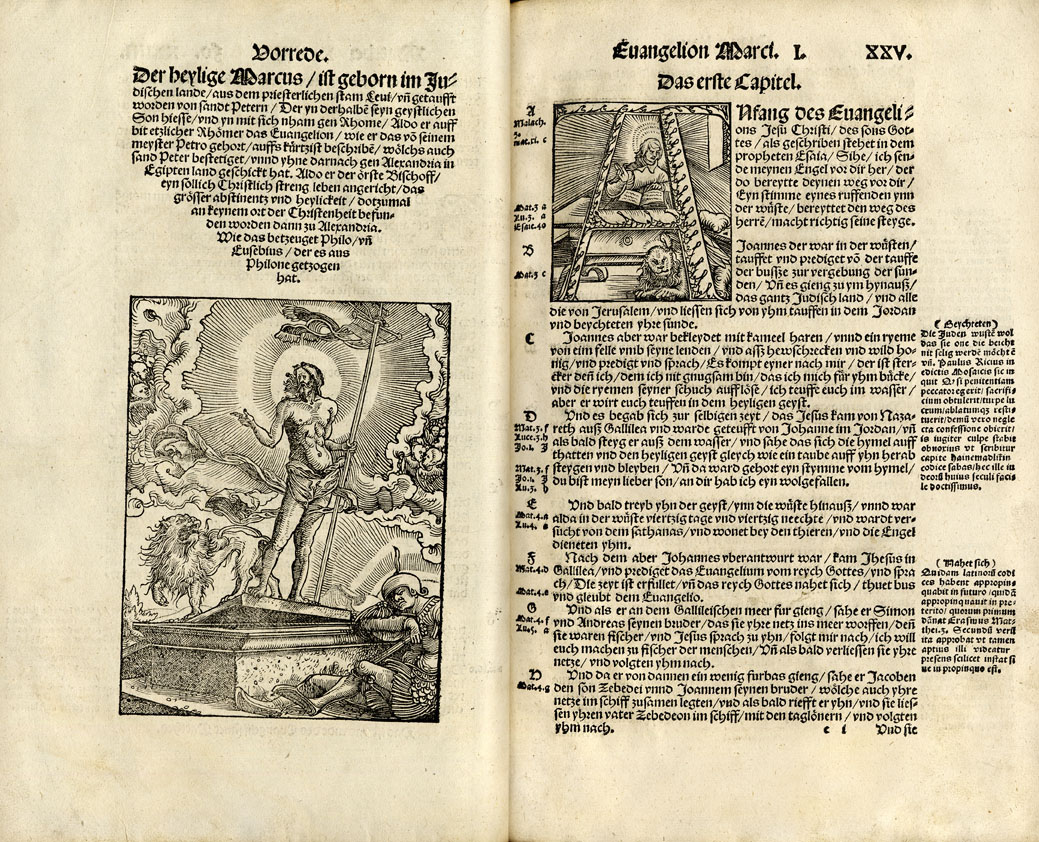
Prefacio del Evangelio de Marcos, traducción católica al alemán del Nuevo Testamento de la Biblia, por Hieronymus Emser, un adversario de Martín Lutero, publicado en 1527 en Dresde, Saxonia.

Un prefacio es, en literatura, un texto de introducción y de presentación, ubicado al inicio de un libro. En el prefacio se da a conocer el plan y los puntos de vista utilizados durante la elaboración del escrito, a la par que allí también corresponde prevenir sobre posibles objeciones o reservas, responder a críticas ya formuladas a las ediciones anteriores o a los avances de la obra, y finalmente también dar ideas sobre el mensaje que el autor quiere transmitir con este documento; por ejemplo, y si el escrito planteara inquietudes sociales, el mensaje principal o más trascendente podría estar vinculado con la organización social, la pobreza, la desigual distribución de recursos, la prostitución, la violencia, el consumo de drogas y el narcotráfico, etc, o con varios de los temas citados.
El prefacio generalmente es corto cuando el mismo se orienta y se centra a ser una advertencia, y usualmente es largo cuando también incluye prolegómenos, motivaciones profundas o casuales, antecedentes, etc.

## Antecedentes
Los antiguos ponían prefacios al inicio de sus obras.
Los griegos los hacían simples y cortos, a juzgar por ejemplo los que de Heródoto y Tucídides han llegado a nuestros días. Los latinos por su parte, tempranamente redactaban prefacios que en realidad podían luego adaptarse casi a cualquier obra. Los primeros capítulos de la Conjura de Catilina y de la Guerra de Jugurta por Salustio, son ejemplos de este género. Y tal pareciera que Cicerón también siguió esta misma idea.
Los prefacios gastados (préfaces casquées o prologi galeati), por emplear la expresión usada por Jerónimo de Estridón, en todos los tiempos han sido bastante comunes en los libros de controversias, en los cuales la mitad del trabajo del autor consistía en replicar los argumentos de sus opositores o adversarios, o a prevenir sus ataques.
Por cierto, pueden señalarse prefacios sorprendentes o excepcionales, como el de Georges de Scudéry, escrito para las poesías de Théophile de Viau, y al fin del cual el autor llama a hacer duelo a los lectores que no queden contentos con los versos de su amigo. También puede señalarse que los prefacios u otras secciones ubicados al principio de las obras, a veces toman el nombre de preámbulo.
En otro tiempo, los escritores raramente resistían el placer de utilizar el espacio ofrecido por un prefacio, para desarrollar en él sus apologías y sus doctas y floridas consideraciones, y a veces, no se daban cuenta de que se habrían podido lucir mucho más dedicando solamente una, dos, o tres páginas al prefacio, que utilizando para ello un espacio mucho mayor, así entre otras cosas con el riesgo de aburrir o caer en reiteraciones.
Comúnmente, los lectores superficiales saltan y no leen los prefacios, al considerarlos genéricamente de bajo interés, aunque los lectores serios, les dedican un buen tiempo, pues así, al leer la obra, tienen en cuenta los compromisos y las orientaciones del escritor. Los críticos literarios, por cierto, generalmente dedican gran atención a los prefacios de los libros y a veces, incluso, cuando tienen poco tiempo, se contentan con solamente leer estos prefacios y apenas sobrevolar el cuerpo de la obra (con frecuencia los resúmenes bibliográficos de los periódicos no son más que variaciones del plan de la obra y de las apologías que acompañan el frontispicio del respectivo libro).
Presentarse frente al público, aún en forma escrita, es algo delicado y a veces hasta peligroso, por lo que más de un escritor ha hecho escribir y firmar el prefacio a otro autor reconocido y con mayor autoridad, a veces su propio amigo.
Y también es interesante recordar que, después de haberse referido a las dedicatorias, Voltaire señaló: « Les préfaces sont un autre écueil. Le moi est haïssable, disait Pascal. Parlez de vous le moins que vous pourrez, car vous devez savoir que l’amour-propre du lecteur est aussi grand que le vôtre. Il ne vous pardonnera jamais de vouloir le condamner à vous estimer. C’est à votre livre à parler pour lui.»
En francés, muchos autores erróneamente creían alejarse de la egolatría y del egocentrismo, tratando de ocultar el moi y el je, y por el contrario usando generosamente el plural nous o el indeterminado on, y así pensaban atemperar aquellas frases donde florecían los sentimientos personales; procediendo de esta manera, estos escritores en muchos casos no se daban cuenta de que muchos lectores apreciarían mucho más las frases en primera persona, simples y naturales, expresando las propias opiniones del autor desde posiciones de verdadera y sincera modestia personal.
Los italianos al « prefacio» lo llaman « la salsa del libro». Y Jean de Marville afirmaba que, si esa salsa está bien condimentada, bien sirve para crear apetito, así predisponiendo a devorar la obra.
Los prefacios más interesantes sin duda son los correspondientes a piezas de teatro, por la razón de que sus autores allí tienen la libertad de explicarse sobre las respectivas obras, en relación con aquellos aspectos sobre los que, los respectivos diálogos y las respectivas descripciones, no llegan a expresar claramente todo lo que el autor quiso transmitir.
En el siglo XVII los prefacios de Pierre Corneille, los de Jean Racine (y particularmente los de las obras Britannicus y Iphigénie), y el escrito por Molière en Tartuffe ou l'Imposteur, dan la medida de lo que este tipo de secciones puede ofrecer de comodidad a un autor dramático, para así poder entrar en comunicación con el público transmitiendo ideas, interpretaciones, orientaciones o enfoques.
También son de destacar, en el siglo XVIII, los prefacios de Œdipe y de Mérope de Voltaire, así como los de Pierre-Augustin Caron de Beaumarchais, y además y en el siglo XIX, los prefacios de las obras Cromwell, Marino Faliero, Lionnes pauvres, y los correspondientes al teatro del autor Alexandre Dumas hijo, así como el prefacio de Mademoiselle de Maupin del autor Théophile Gautier.
Igualmente pueden citarse por su originalidad o su relevancia, los prefacios correspondientes al Discours préliminaire de l'Encyclopédie de Jean le Rond d'Alembert, y el prefacio de la 5.ª edición del Dictionnaire de l'Académie française (1835) desarrollado por Abel-François Villemain.

## Fuente
- Gustave Vapereau, Dictionnaire universel des littératures, París, Hachette, 1876, p. 1644.